# Zavetno, Tărgoviște
Zavetno (în bulgară Заветно) este un sat în comuna Popovo, regiunea Tărgoviște,  Bulgaria. 

## Demografie
Componența etnică a satului Zavetno
     Turci (69,31%)
     Bulgari (25%)
     Nicio identificare (5,68%)
     Altele (0%)
La recensământul din 2011, populația satului Zavetno era de 88 locuitori. Din punct de vedere etnic, majoritatea locuitorilor (69,31%) erau turci, cu o minoritate de bulgari (25%). Pentru 5,68% din locuitori nu este cunoscută apartenența etnică.